# دون سكوت
دون سكوت (بالإنجليزية: Don Scott) (23 يوليو 1928 – 13 فبراير 2013) هو ملاكم من المملكة المتحدة راحل، مثّل بلاده في الألعاب الأولمبية الصيفية 1948.

## روابط خارجية
دون سكوت على موقع بوكس ريك (الإنجليزية) (registration required)
- دون سكوت على موقع أوليمبيديا (الإنجليزية)
- دون سكوت على موقع اللجنة الأولمبية البريطانية (الإنجليزية)